# 酒泉高原鰍
酒泉高原鰍（學名：Triplophysa hsutschouensis）為輻鰭魚綱鯉形目條鰍科高原鰍屬的其中一種。分布於亞洲中國甘肅省額濟納河流域，體長可達7.4公分，棲息在溪流底層水域，生活習性不明。

## 扩展阅读
維基物種上的相關：酒泉高原鰍